# 岡田謙一
岡田 謙一（おかだ けんいち）は、工学者、大学教授、工学博士。

## 人物紹介
慶應義塾大学工学部計測工学科卒業（1973年）、同大学大学院修士課程工学研究科計測工学専攻修了（1975年）、同大学大学院博士課程工学研究科測定工学専攻単位取得退学（1978年）、工学博士（1982年）。現在、慶應義塾大学理工学部情報工学科教授。
専門分野は、協調作業支援、グループウェア、ヒューマン・コンピュータ・インタラクション、仮想環境、ユビキタスコンピューティング。
社会における人間の協調作業をどのような技術がどのように支援できるのか、また技術の支援により協調作業を行なっている人間の活動がどのように変化するのかを、特に技術的側面から研究している。拡張現実感、ユビキタスコンピューティング、香り通信、ネットワークセキュリティ、協調学習支援などの研究を進めている。